# Route nationale 3 (Cameroun)
Pour les articles homonymes, voir Route nationale 3.
La route nationale 3 (RN 3) est le principal axe routier du Cameroun reliant Yaoundé, la capitale politique, à la ville côtière d'Idenau, en passant par le poumon économique du pays, la ville portuaire de Douala. Sa longueur est de 397 km dont une dizaine de kilomètres a été réaménagé en 2014 sous forme d'autoroute,. Ces travaux de modernisation qui doivent être échelonnés sur plusieurs tranches, ayant été motivés par le fait que cette route avait été classée l'année même où débutèrent les travaux, comme l’une des plus dangereuses au monde par l'ONU.

## Tracé

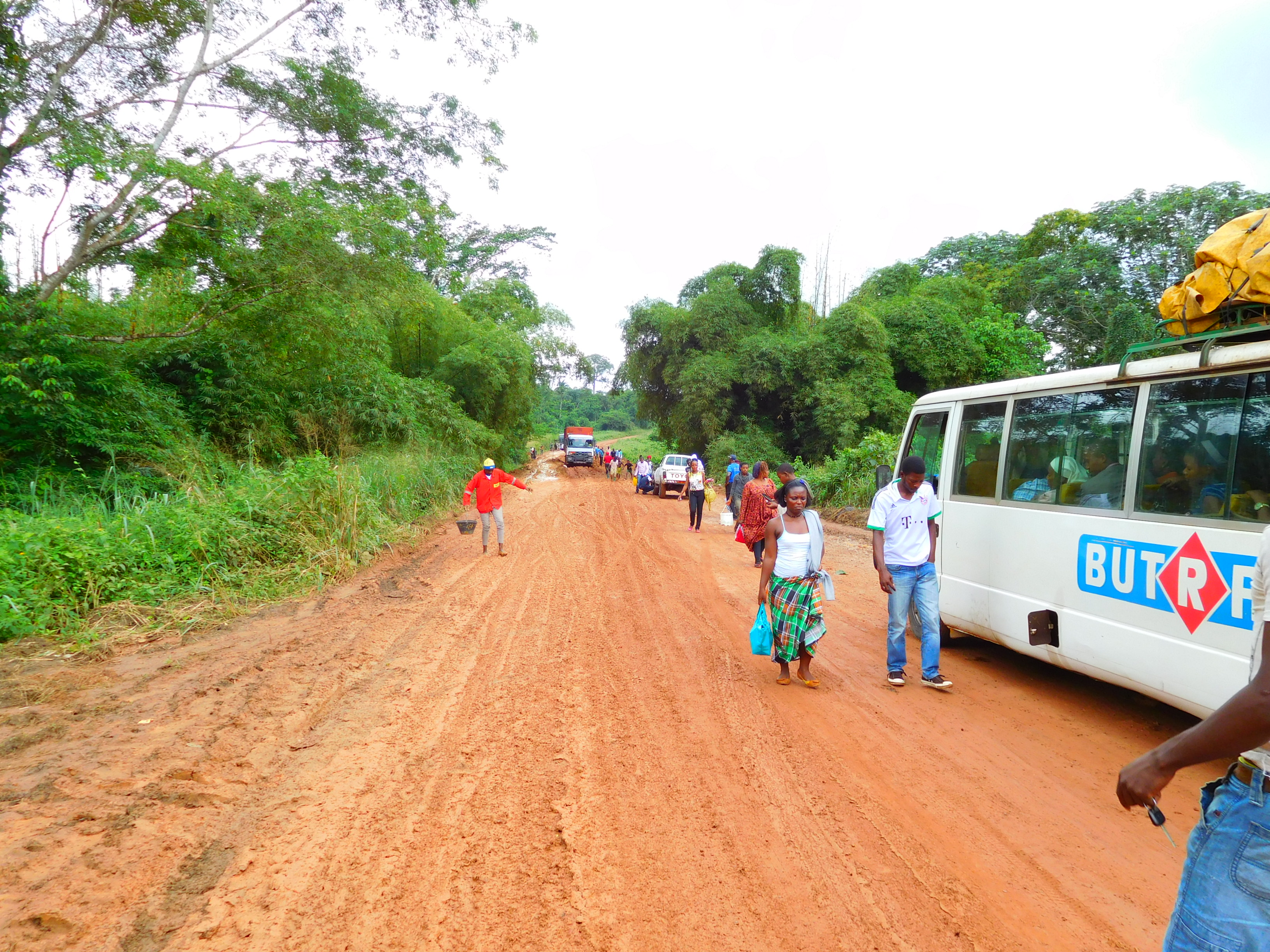
La RN3 près de l'embranchement vers Éséka à la saison des pluies

Entre Yaoundé et Idenau, la route traverse sept départements et dessert les localités et points remarquables suivants :

### Mfoundi
- Yaoundé, place Ahmadou Ahidjo
- Boulevard de l'OUA
- Route de Mbalmayo
- Avenue Max Abé Fouda
- Échangeur Route nationale 10

### Méfou-et-Akono
- Mbadoumou
- Intersection départ de la route Yaoundé-Kribi P8
- Mbankomo
- Okoa
- Mian

### Nyong-et-Kellé
- Mandoumba
- Matomb
- Ngoung
- Lamal-Pouguè
- Omog
- Boumnyébel
- Ndoupé, km 113,47

### Sanaga Maritime
- Makak-Ndokoma
- Pouma, km 129,29
- Ngwei II
- Ebombe (Commune de Ngwei)
- Nzock Nkong
- Édéa, km 176,27
- Pont sur la Sanaga
- Ekite
- Pont sur la Dibamba

### Wouri

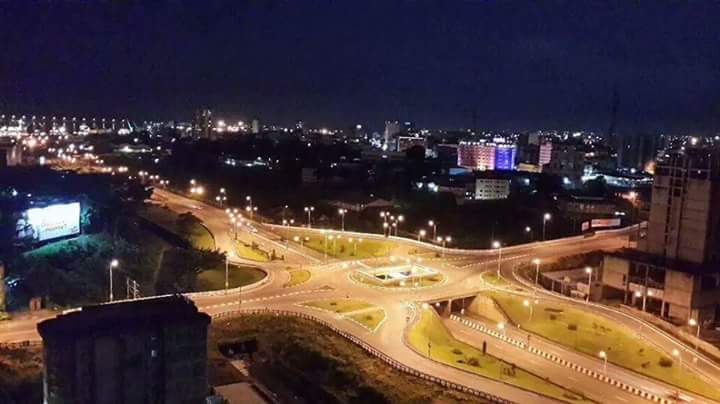
Pont Joss (Douala)

- Échangeur de Bonadiwoto, Autoroute de l'Aviation
- Aéroport de Douala
- Boulevard de la Bésséké
- Pont Joss
- Douala, Rond-point Deido, km 245,24
- Pont sur le Wouri
- Bonabéri, (Douala IV)

### Moungo
- Échangeur de Békoko, Route nationale 5, km 264,63
- Pont sur le Mungo (pont de la Réunification), km 269,99

### Fako
- Tiko
- Mutengene, km 298,15
- Limbé, km 312,35
- Idenau, km 356,73

## Personnalités ayant connu un accident sur la nationale n°3
- Cabrel Nanjip (15 juin 2023, près de Boumyébel)